# San Rafael (departamento)
San Rafael é um departamento da Argentina, localizado na província de Mendoza.